# Базенвал
Базенвал (фр. Bazinval) насеље је и општина у северној Француској у региону Горња Нормандија, у департману Приморска Сена која припада префектури Дјеп.
По подацима из 2011. године у општини је живело 370 становника, а густина насељености је износила 51,53 становника/km². Општина се простире на површини од 7,18 km². Налази се на средњој надморској висини од 88 метара (максималној 194 m, а минималној 43 m).

## Демографија
| 1962. | 1968. | 1975. | 1982. | 1990. | 1999. | 2011. |
| ----- | ----- | ----- | ----- | ----- | ----- | ----- |
| 283   | 285   | 304   | 330   | 335   | 299   | 370   |

График промене броја становника у току последњих година